# Società Sportiva Juve Stabia 2004-2005
Questa voce raccoglie le informazioni riguardanti la Società Sportiva Juve Stabia nelle competizioni ufficiali della stagione 2004-2005.

## Stagione
Nella stagione 2004-2005 la Juve Stabia è giunta al 2º posto nel campionato di Serie C2 girone C, perdendo ai play-off in semifinale contro la Cavese, ma essendo ripescata, viene ammessa al campionato di Serie C1 per l'anno successivo.

## Rosa
| N. |                   | Ruolo | Calciatore                   |
| -- | ----------------- | ----- | ---------------------------- |
|    | Italia (bandiera) | P     | Andrea Armellini             |
|    | Italia (bandiera) | P     | Amedeo Petrazzuolo           |
|    | Italia (bandiera) | P     | Gianluca De Rosa             |
|    | Italia (bandiera) | D     | Giuseppe Rinaldi             |
|    | Italia (bandiera) | D     | Carmine Di Napoli (capitano) |
|    | Italia (bandiera) | D     | Enea Dionisio                |
|    | Italia (bandiera) | D     | Alfonso Longobardi           |
|    | Italia (bandiera) | D     | Antonio Ruggiero             |
|    | Italia (bandiera) | D     | Renato Mancini               |
|    | Italia (bandiera) | D     | Vitale Di Domenico           |
|    | Italia (bandiera) | C     | Danilo Rufini                |
|    | Italia (bandiera) | C     | Salvatore Avallone           |
|    | Italia (bandiera) | C     | Giovanni Delle Vedove        |

| N. |                   | Ruolo | Calciatore             |
| -- | ----------------- | ----- | ---------------------- |
|    | Ghana (bandiera)  | C     | Jarry Vance Bagarella  |
|    | Italia (bandiera) | C     | Pier Giovanni Rutzittu |
|    | Italia (bandiera) | C     | Antonio Esposito       |
|    | Italia (bandiera) | C     | Antonio Guarro         |
|    | Italia (bandiera) | C     | Angelo Teta            |
|    | Italia (bandiera) | C     | Fabio Andreulli        |
|    | Italia (bandiera) | C     | Vincenzo Manzo         |
|    | Italia (bandiera) | A     | Alessandro Ambrosi     |
|    | Italia (bandiera) | A     | Luigi Castaldo         |
|    | Italia (bandiera) | A     | Giovanni Russo         |
|    | Italia (bandiera) | A     | Salvatore Sibilli      |
|    | Italia (bandiera) | A     | Gianluca Filicetti     |

## Risultati

### Serie C2

#### Girone di andata
| 12 settembre 2004 1ª giornata | Taranto | 0 – 4 | Juve Stabia |  |

| 19 settembre 2004 2ª giornata | Juve Stabia | 2 – 2 | Melfi |  |

| 26 settembre 2004 3ª giornata | Pro Vasto | 5 – 3 | Juve Stabia |  |

| 3 ottobre 2004 4ª giornata | Juve Stabia | 3 – 2 | Giugliano |  |

| 10 ottobre 2004 5ª giornata | Juve Stabia | 2 – 1 | Latina |  |

| 17 ottobre 2004 6ª giornata | Vigor Lamezia | 3 – 1 | Juve Stabia |  |

| 24 ottobre 2004 7ª giornata | Castel di Sangro | 0 – 1 | Juve Stabia |  |

| 31 ottobre 2004 8ª giornata | Juve Stabia | 1 – 0 | Rosetana |  |

| 7 novembre 2004 9ª giornata | Ragusa | 0 – 1 | Juve Stabia |  |

| 14 novembre 2004 10ª giornata | Juve Stabia | 1 – 0 | Potenza |  |

| 21 novembre 2004 11ª giornata | Gela J.T. | 2 – 0 | Juve Stabia |  |

| 28 novembre 2004 12ª giornata | Juve Stabia | 0 – 0 | Cavese |  |

| 5 dicembre 2004 13ª giornata | Nocerina | 0 – 0 | Juve Stabia |  |

| 8 dicembre 2004 14ª giornata | Juve Stabia | 2 – 1 | Igea Virtus |  |

| 12 dicembre 2004 15ª giornata | Manfredonia | 2 – 0 | Juve Stabia |  |

| 19 dicembre 2004 16ª giornata | Juve Stabia | 1 – 0 | Rende |  |

| 6 gennaio 2005 17ª giornata | Morro d'Oro | 1 – 1 | Juve Stabia |  |

#### Girone di ritorno
| 9 gennaio 2005 18ª giornata | Juve Stabia | 1 – 0 | Taranto |  |

| 16 gennaio 2005 19ª giornata | Melfi | 0 – 1 | Juve Stabia |  |

| 23 gennaio 2005 20ª giornata | Juve Stabia | 0 – 1 | Pro Vasto |  |

| 30 gennaio 2005 21ª giornata | Giugliano | 2 – 1 | Juve Stabia |  |

| 13 febbraio 2005 22ª giornata | Latina | 0 – 0 | Juve Stabia |  |

| 20 febbraio 2005 23ª giornata | Juve Stabia | 3 – 2 | Vigor Lamezia |  |

| 27 febbraio 2005 24ª giornata | Juve Stabia | 1 – 0 | Castel di Sangro |  |

| 6 marzo 2005 25ª giornata | Rosetana | 0 – 2 | Juve Stabia |  |

| 13 marzo 2005 26ª giornata | Juve Stabia | 1 – 0 | Ragusa |  |

| 20 marzo 2005 27ª giornata | Potenza | 1 – 0 | Juve Stabia |  |

| 26 marzo 2005 28ª giornata | Juve Stabia | 4 – 1 | Gela J.T. |  |

| 3 aprile 2005 29ª giornata | Cavese | 0 – 2 | Juve Stabia |  |

| 17 aprile 2005 30ª giornata | Juve Stabia | 1 – 0 | Nocerina |  |

| 24 aprile 2005 31ª giornata | Igea Virtus | 1 – 2 | Juve Stabia |  |

| 1º maggio 2005 32ª giornata | Juve Stabia | 2 – 1 | Manfredonia |  |

| 8 maggio 2005 33ª giornata | Rende | 0 – 2 | Juve Stabia |  |

| 15 maggio 2005 34ª giornata | Juve Stabia | 2 – 0 | Morro d'Oro |  |

### Coppa Italia Serie C

#### Fase eliminatoria a gironi
| 14 agosto 2004 | Juve Stabia | 1 – 3 | Frosinone |  |

| 18 agosto 2004 | Cavese | 2 – 1 | Juve Stabia |  |

| 25 agosto 2004 | Juve Stabia | 4 – 0 | Sora |  |

| 1º settembre 2004 | Giugliano | 1 – 2 | Juve Stabia |  |